# Rudolf Seliger
Rudolf Seliger – detto Rudi – (Mülheim an der Ruhr, 20 settembre 1951) è un ex calciatore tedesco, di ruolo attaccante.

## Carriera

### Club
Ha sempre giocato nel Duisburg tranne una breve parentesi al Fortuna Düsseldorf.

### Nazionale
Dopo aver preso parte ai Giochi olimpici del 1972, ha giocato 2 partite in nazionale maggiore, una nel 1974 e l'altra nel 1976.

## Palmarès

### Club

#### Competizioni internazionali
- Coppa Piano Karl Rappan: 3

Duisburg: 1974, 1977, 1978